# El anillo
El anillo (originalmente E-Ring) fue un drama militar de TV, creado por Ken Robinson y David McKenna y producido por Jerry Bruckheimer; que se estrenó en la cadena NBC 21 de septiembre de 2005. El nombre de la serie se refiere a la estructura física del pentágono, la cual consiste en cinco anillos concéntricos, de la "A" a la "E", con la E como el anillo más destacado, considerado el departamentio con el trabajo de más perfil.
Estelariza Benjamin Bratt como Coronel Jim Tisnewski y Dennis Hopper como el coronel Eli McNulty.

## Reseña
La serie tuvo difícil comienzo, dado que a la misma hora se transmitía Lost como inmediata competencia, aunque NBC la movió de horario haciéndole ganar algunos televidentes. Sin embargo, la serie fue sacada del horario estelar en febrero y a partir de allí nunca se recuperó. NBC la canceló en mayo 15.

## Transmisión internacional
E-Ring, también se transmitió en el Reino Unido e Irlanda por FX desde el 28 de julio de 2006. También en Kanal 5, un canal sueco; La Sexta, un canal español y en Latinoamérica por Warner Channel hasta finales del 2006. El 8 de septiembre de 2006 Hong Kong lo presentó con ATV. También
el canal Premiere alemán. En Panamá por TVMax y en Portugal por Rádio e Televisão de Portugal. En Israel por XTRA Hot. En las filipinas por el canal Crime/suspense. También, en Finlandia por el canal MTV3.

## Reparto
- Benjamin Bratt - Coronel Jim "JT" Tisnewski
- Dennis Hopper - Coronel Eli McNulty
- Aunjanue Ellis - Sargento mayor Jocelyn Pierce
- Kelly Rutherford - Samantha "Sonny" Liston
- Kerr Smith - Bobby Wilkerson

### Otros personajes
- Joe Morton - Steven Algazi
- Robert Joy - Mark Boskovich
- Kelsey Oldershaw - Angie Aronson (Episodios 101-108)
- Andrew McCarthy - Aaron Gerrity

## Enlaces
- Sitio oficial - Estados Unidos (descontinuado - revisado el 3/27/07)
- Sitio oficial - Ucrania
- E-Ring en tv-boards.com (descontinuado - revisado el 3/27/07)
- E-Ring en la web
- El anillo en Internet Movie Database (en inglés).
- ERing en Epguides

- Datos: Q1273275